# Galactic Civilizations
Unter dem Titel Galactic Civilizations (häufig als GalCiv abgekürzt) sind verschiedene Spiele des unabhängigen Entwicklungsstudios Stardock bekannt. Es handelt sich dabei um Globalstrategiespiele, in denen auf Galaxisebene gespielt wird. Die ursprüngliche Entwicklung geschah unter OS/2, wechselte später aber auf die Grundlage von Windows.

## Galactic Civilizations (OS/2)
Das erste Spiel dieser Reihe, Galactic Civilizations, erschien im Herbst 1994 parallel zur Veröffentlichung von OS/2 Warp 3. Ursprünglich als Beweis dafür gedacht, dass es möglich ist, OS/2 als Spieleplattform zu nutzen, programmierte Brad Wardell unter der Mithilfe mehrerer Freunde das Spiel innerhalb eines Jahres. Während dieser Zeit wurde IBM auf das Projekt aufmerksam und unterstützte die Entwicklung, da bisher so gut wie keine Spiele für OS/2 verfügbar waren. Veröffentlicht wurde das Spiel von Advanced Idea Machines, einem kleinen Ein-Mann Publisher. Es ist unbekannt, wie viele Exemplare dieses Spiels letztendlich verkauft wurden, da der Publisher entgegen bestehender Verträge letztendlich keine Tantiemen an Stardock zahlte. Als Reaktion darauf entschloss man sich, weitere Entwicklungen direkt zu vertreiben.
Das Spiel selbst hat in diesem und allen folgenden Teilen größtenteils denselben Inhalt. Man steuert eine Rasse, die Menschen, die mit einem Planeten in einer Galaxie mit verschiedenen Sonnensystemen startet. Zusammen mit 1 bis 5 verschiedenen konkurrierenden Rassen, die jeweils eine unterschiedliche spielerische Ausrichtung und Philosophie haben, wird um die Dominanz in diesem Universum gerungen, die auf verschiedenen Wegen erreicht werden kann. Neben dem Schließen von diplomatischen Allianzen mit allen mitspielenden Rassen ist auch ein militärischer Sieg durch die Vernichtung aller Gegner möglich.
Zu diesem Zweck errichtet man als Spieler verschiedene Einrichtungen auf den Planeten (im Spiel als Projekte bezeichnet), entdeckt und besiedelt neue Planeten, erforscht unbekannte Technologien und führt Krieg oder Verhandlungen mit den anderen Rassen. Dabei kann man sowohl eine eher böse Entwicklungsrichtung, als auch eine neutrale und eine gute einschlagen, die Einfluss auf die Kontakte mit anderen Rassen und die zugänglichen Projekte und Technologien haben. Einfache Zufallsereignisse während des Spiels stellen dabei externe Faktoren dar, während Galactic Achievements besonders erstrebenswerte Projekte mit galaxisweiten Auswirkungen sind, die oft nur einmal erforscht oder gebaut werden dürfen, und diese Entwicklung bei anderen Rassen verhindern. Auseinandersetzungen werden in diesem Spiel über Gefechte zweier verfeindeter Raumflotten abgewickelt, die im freien Raum oder dem Orbit von Planeten stattfinden. Die Art der Schiffstypen, die man bauen und einsetzen kann, wird dabei von den bereits erforschten Technologien bestimmt.
Shipyards, eine Erweiterung für dieses Spiel, welche von Stardock selbst vertrieben wurde (ungefähr 1000 verkaufte Exemplare), erschien 1995. Es führte die von vielen Fans des Spiels geforderte Option ein, Schiffe eigenständig zu designen.
IBM veröffentlichte im selben Jahr den Family FunPak für OS/2 Warp. Bestandteil dieser Sammlung von Spielen für OS/2 war Star Emperor. Dabei handelt es sich um ein aus lizenzrechtlichen Gründen anders benanntes Galactic Civilizations, welches veränderte KI-Routinen und eine vereinfachte Bedienung bot.

## Galactic Civilizations 2 (OS/2)
Nachdem die Lizenz für das Spiel wieder an Stardock zurückging, entwickelte man 1995 eine erweiterte Version des Programmes, Galactic Civilizations 2. Eher eine Überarbeitung des originalen Spiels, stellte diese Programmversion aus Entwicklerseite das Resultat der Erfahrungen bei der Programmierung des Vorgängers dar. Mit einem Verkaufsergebnis von 35.000 Einheiten zählte das Spiel zu einem der erfolgreichsten OS/2-Spiele der Zeit.
Neben grafischen Verbesserungen im gesamten Spiel, welche es optisch mehr zu einem Spiel machen sollten, das den Nutzer anspricht, wurden Änderungen in der Bedienlogik vorgenommen, die von Nutzern vorgeschlagen oder kritisiert worden waren. Die bereits im ersten Teil von den Kritikern gelobte KI, die im Gegensatz zu vergleichbaren Programmen gegenüber dem Spieler nicht über versteckte Vorteile verfügt, sondern genau die gleichen Handlungen wie er vornehmen muss, wurde ebenso wie die Bandbreite der grundlegenden Verhaltensweisen überarbeitet. Um die Verwaltung großer Imperien zu erleichtern, wurden die Governors eingeführt, die nach bestimmten vorzugebenden Verhaltensmustern die Arbeit der Planetenverwaltung automatisierten.
Wie bereits beim Vorgänger veröffentlichte man bald darauf eine Erweiterung, Shipyards 2, die das beliebte Schiffsdesignen und weitere kleine Modifikationen bot. Zum vierjährigen Jubiläum des Starts der Entwicklung von Galactic Civilizations wurde 1997 eine Erweiterung angeboten, Galatics Civilization 2: The Expansion Pack. Neben weiteren spielerischen Verbesserungen, die vor allem auf Wünschen und Kritiken der Spieler basierten, gab es auch neuen Spielinhalt in Form einer neuen Rasse, neuer Technologien und neuer Schiffe.
1998 erschien die abschließende und letzte Version des Spieles für OS/2, Galactic Civilizations Gold. Dabei handelte es sich um das Grundspiel mit allen bis dahin veröffentlichten Erweiterungen, und zusätzlich neuen Optionen. Neben spielbaren Szenarien, die eigene Regeln und Bedingungen hatten, ist dabei vor allem World Civilization erwähnenswert, einem Spielmodul, welches das Austragen militärischer Konflikte auf Planetenebene im Sinne eines CoSim ermöglicht.

## Galactic Civilizations für Windows
Der Fokus von Stardock verlagerte sich später auf windowsbasierte Systeme, nachdem ein Markt für OS/2 Produkte im Zuge der Entwicklung nicht mehr vorhanden war. Im Zuge dieser Neuorientierung wurde eine vollständige Neuentwicklung von Galactic Cilvilizations in Angriff genommen, die über eine reine Portierung hinausging. Das Ergebnis war Galactic Civilizations for Windows (ursprünglich als Abgrenzung zum OS/2 Produkt so benannt), das später einfach wieder als Galactic Civilizations bezeichnet wurde. Publisher für dieses Spiel war Strategy First. Kurz vor der Veröffentlichung traf dieser eine Vereinbarung mit Infogrames, das Master of Orion III zum selben Zeitpunkt veröffentlichen wollte, so dass Galactic Civilizations um einen Monat verschoben wurde, um direkte Konkurrenz zu vermeiden, und es erst am 26. März 2003 erschien. Es wurden insgesamt rund 150.000 Spiele verkauft, von denen Stardock jedoch nur für einen Teil Tantiemen erhielt, da Strategy First 2004 in Konkurs ging.
Während man inhaltlich größtenteils auf Spielmechaniken und Bedienung der Vorgänger setzte, wurde die spielerische Vielfalt, die dieser Teil bot, deutlich erweitert. Neben unabhängigen Herausforderungen wie marodierenden Raummonstern wurden Handel und kultureller Einfluss eingeführt, was zu neuen Siegmöglichkeiten führte, nämlich technische und kulturelle Dominanz. Die grafische Präsentation wurde auf den aktuellen Stand gebracht, jedoch gab es Fehlentscheidungen auf Designerebene, so dass beispielsweise die vollständig als 3D-Modelle gerenderten Raumschiffe wie handgezeichnete 2D-Icons aussahen, da der Blickwinkel nicht verändert werden konnte. Parallel zur Spieleveröffentlichung wurde Stardock Central gestartet, eine Kommunikations- und Ressourcenplatform im Internet, die dem Spieler Updates und zusätzliche Informationen bot.

### Handlung
Wir schreiben das Jahr 2178. Etwa fünfzig Jahre zuvor kamen die Menschen erstmals in Kontakt mit Außerirdischen, den Arceanern. Mit der Hilfe eines Sternentores einer verschwundenen, uralten außerirdischen Zivilisation, nahmen sie Beziehungen mit vier weiteren großen Völkern auf. Doch die Benutzung und Instandhaltung des Sternentores verschlang immense Ressourcen und so blieben die Kontakte sehr beschränkt. Ungefähr eine Dekade vor dem Start des Spiels erfanden die Menschen den auf der Sternentor-Technologie basierenden Hyperantrieb, durch den interstellare Reisen plötzlich in kurzer Zeit durchführbar wurden. In der Annahme, dass Zivilisationen, die zur interstellaren Raumfahrt fähig sind, schon lange ihre gewalttätige Existenzebene überwunden haben müssten, teilten die Menschen die Hyperantriebs-Technologie mit allen anderen fünf großen Alien-Zivilisationen. Doch kurz darauf brach der Kontakt zu diesen ab und die Menschen begriffen, dass durch die neue Antriebstechnologie ein Rennen um die Besiedelung und Bewirtschaftung des Weltraums begonnen hatte.

### Erweiterung
Am 9. November 2004 wurde die Erweiterung Galactic Civilizations: Altarian Prophecy veröffentlicht. Neben den üblichen Ergänzungen des Spiels wie neuen Rassen (Drath und Korx), Schiffen und Technologien wurde vor allem die Möglichkeit zum Kampagnen- und Szenariospiel eingebracht, sowie Editoren für beide neue Spielarten, so dass Spieler eigenständig neue Spielinhalte erstellen und über die Stardock Central untereinander austauschen konnten.
Die abschließende Version des Spiels inklusive aller Updates und Erweiterungen erschien 2006 als Galactic Civilizations: Ultimate Edition.

## Galactic Civilizations 2: Dread Lords
Am 21. Februar 2006 erschien der Nachfolger der Windowsvariante unter dem Titel Galactic Civilizations 2: Dread Lords. Nach den wiederholt schlechten Erfahrungen mit Publishern wurde das Spiel in Eigenregie vermarktet. Die ursprünglich produzierten 50.000 Einheiten für den Handel waren bereits nach zwei Wochen verkauft (zusätzlich zu den per Download erworbenen Spielen), so dass kurz nach der Erstveröffentlichung ein neuer Master gefertigt wurde, der das zeitgleich mit dem Spiel veröffentlichte Bonuspack enthielt.
Wiederum war das Spiel das Ergebnis der vorhergehenden Erfahrungen und des Feedbacks der Spieler. Die technischen Grundlagen wurden auf den neuesten Stand gebracht, so dass nun eine vollwertige 3D-Engine die Grundlage für das Spiel darstellte. Funktionen, die in Vorgängerversionen durch Erweiterungen eingeführt wurden, wie ein Schiffsdesigner oder das Kampagnen- und Szenariosystem, sind nun bereits in der Grundversion enthalten. Bereits bestehende Spielelemente wie der Planetenausbau oder der Handel mit anderen Rassen wurden stark ausgebaut. Zudem wurden zwei neue, spielbare Rassen zur Verfügung gestellt, die Iconianer und die Thalanen.

### Erweiterungen
Im Rahmen der Softwarebetreuung, die Stardock als integralen Bestandteil der Spieleentwicklung ansieht, wurde am 8. Februar 2007 eine Erweiterung namens Galactic Civilizations II: Dark Avatar veröffentlicht. Diese Ergänzung zum Hauptspiel, die später zusammen mit dem Hauptspiel in der Galactics Civilizations II: Gold Edition angeboten wurde, folgte dem Muster der bisherigen Erweiterungen. Neu eingeführt wurden unter anderem offensive Diplomatieoptionen wie Spionage und Sabotage sowie neue spielbare Fraktionen (Korath Clan und Krynn Konsulat), während wieder viele Vorschläge bei der Erweiterung und Modifikation bereits bestehender Spielmechaniken umgesetzt wurden. Die abschließende Erweiterung für dieses Spiel, Galactic Civilizations II: Twilight of the Arnor, ist am 30. April 2008 erschienen.

### Deutsche Version undGalactic Civilizations 2: Endless Universe
Die Hauptversion von Galactic Civilizations II litt zeitweise unter lokalisierungsbedingten Fehlern. Im August 2007 wurden kostenlose Übersetzungen von Dread Lords und dem Add-On Dark Avatar verfügbar gemacht. Die deutschen Übersetzungen der Add-ons wurden von I-Mod-Productions erstellt. I-Mod-Productions arbeitete mit Kalypso Media zusammen an Galactic Civilizations 2: Endless Universe, welches die beiden Add-Ons als Standalone-Versionen ohne das Hauptspiel spielbar macht und in Europa erschienen ist. Diese Version wurde später außerhalb Europas als Galactic Civilizations II: Ultimate Edition veröffentlicht.

### Wiederveröffentlichung DRM-frei
Am 21. November 2015 wurde die Galactic Civilizations II: Ultimate Edition (also mit allen Erweiterungen) erstmals DRM-frei und ohne Stardock-Produktaktivierung in der Digitalen Distribution auf GOG.com veröffentlicht. Diese Version beinhaltet auch einen Community-Patch, welcher mit Wissen und Unterstützung von Stardock seit September 2014 entwickelt wird.
Am 17. Dezember 2015 wurde der Community-Patch als offizielle Version v2.20 von Stardock veröffentlicht.

### Handlung
Vor tausenden von Jahren existierte die Zivilisation der „Wegbereiter“. Als die jungen Rassen sich zu entwickeln begannen, spaltete sich diese Zivilisation in zwei Lager. Die eine Seite, die Arnor, wollte die jungen Rassen auf ihrem Weg begleiten und unterstützen, während die andere Seite, die Dread Lords, diese vernichten wollte. Der Konflikt endete in einem Bürgerkrieg, an dessen Ende beide Parteien auf mysteriöse Weise verschwanden.
Im Jahr 2226, fünfzig Jahre nachdem die Menschen den Hyperantrieb entwickelt hatten, befindet sich die Terranische Allianz zusammen mit dem Arceanischen Imperium und der Altarianischen Republik in einem Krieg mit dem Drengin Imperium und dem mit diesem verbündeten Yor Kollektiv. Der Krieg scheint für die Menschen gut zu verlaufen, doch nachdem die Drengin ein uraltes Wegbereiter-Artefakt aktivieren, öffnet sich ein Portal im Weltall, woraufhin eine riesige Flotte der Dread Lords erscheint, die einst von den letzten, den Bürgerkrieg überlebt habenden, Arnor in einem Taschenuniversum eingesperrt wurde. Der Kampf gegen die Dread Lords kann zwar gewonnen werden, jedoch sind die Menschen danach so geschwächt, dass es den Drengin ein Leichtes ist sie und ihre Verbündeten zu bezwingen. Als am Ende auch die Erde belagert wird, gelingt es den Menschen gerade noch rechtzeitig das sogenannte „Erlösungsgerät“ der Wegbereiter zu finden und zu aktivieren, wodurch die Erde mit einem undurchdringlichen Kraftfeld umgeben und somit in Sicherheit gebracht wird. Ein Teil der Menschheit außerhalb des Kraftfeldes begibt sich daraufhin mit der Hilfe der Wegbereiter-Technologie in das Taschenuniversum, in dem die Dread Lords gefangen waren, um eines Tages gestärkt zurückzukehren und die Erde zu befreien.
In Dark Avatar leitet der Spieler die Geschicke des Drengin Imperiums, das nun das vorherrschende Reich in der Galaxie ist. Die Menschen und ihre Verbündeten sind besiegt, was die Drengin auch dem Korath Clan, ihrem Elitekampfclan, zu verdanken haben. Allerdings spalten grundlegende Meinungsverschiedenheiten ihre Gesellschaft, denn während die Drengin-Regierung Wert darauf legt eroberte Völker lediglich zu versklaven, ist der Korath Clan der Auffassung, dass alles andere nicht-Drengin-Leben ausgerottet werden müsste. Es stellt sich heraus, dass der Korath Clan diese seltsamen neuen Ansichten vertritt, weil er, nach Ruhm und Macht dürstend, ein Bündnis mit den Dread Lords einging und so kommt es zu einem Bürgerkrieg im Drengin Imperium, an dessen Ende der Korath Clan in Fesseln liegt und die Dread Lords erneut aus der Galaxie verschwunden sind.
Die Handlung von Twilight of the Arnor ist zur Zeit des Bürgerkrieges zwischen den Drengin und dem Korath Clan angesiedelt. Eine kleine terranische Einsatzgruppe, angeführt von Colonel Jenna Casey, kehrt aus dem Tiefenraum zurück und findet die Galaxie in Trümmern vor. Sie begegnen dem Arnor Tandis, der ihnen von einem uralten Kristall namens „Telenath“ berichtet, der einst dazu benutzt wurde, um die Arnor bzw. die Dread Lords zu erschaffen. Würde man alle noch existierenden Splitter dieses Kristalls finden und zerstören, so würden die Arnor sowie auch die Dread Lords empfindlich geschwächt werden, wodurch letztere besiegbar wären. Colonel Jenna Casey und ihre Einsatzgruppe starten daraufhin mehrere gezielte Operationen gegen die Dread Lords, um die noch fehlenden Scherben an sich zu bringen (eine war in Besitz von Tandis). Danach konstruieren sie einen Terror-Stern, der sie dazu befähigt eine Supernova auszulösen, wodurch die Scherben letztendlich vernichtet werden können.

## Galactic Civilizations 3
Galactic Civilizations 3 wurde am 15. Oktober 2013 zum 20-jährigen Jubiläum von Stardock angekündigt. Am 27. März 2014 wurde eine Alpha-Version des Spiels auf Steam veröffentlicht, die es Spielern, die das Projekt finanziell unterstützten, ermöglichte an der Entwicklung des Spiels teilzunehmen. Die vollständige Grundversion des Spiels erschien schließlich am 14. Mai 2015. Es unterstützt nur den 64-Bit-Modus und ist das erste Spiel der Reihe, das einen Mehrspieler-Modus enthält. Zudem enthält es eine drei Missionen umfassende Kampagne, die an die Ereignisse von Galactic Civilizations 2 anknüpft und sich um die aus dem Taschenuniversum zurückkehrenden Terraner dreht, die die Menschen auf der Erde von ihrem zugleich vor den Drengin schützenden, als auch gefangenhaltenden Kraftfeld befreien wollen.

### Erweiterungen
Es wurden mehrere Add-ons als DLC veröffentlicht, von denen einige bemerkenswert sind. 2015 erschien die Erweiterung Revenge of the Snathi, die eine gleichnamige, spielbare Zivilisation einführte. Mit enthalten ist eine Kampagne, in der der Spieler die Snathi bei ihrem Ausbruch aus ihrer Gefängniswelt anführt, um Rache an den Völkern zu nehmen, die die Götter der Snathi, die Dread Lords, einst bezwangen. Ein Jahr später erschien mit Mercenaries die erste große Erweiterung. Eine zentrale Neuerung war die Möglichkeit Söldner anzuheuern. Zudem wurden die beiden schon aus den vorherigen Teilen der Spielereihe bekannten Völker der Arceaner und der Torianer als spielbare Zivilisationen eingeführt sowie eine Kampagne angeboten, die das Bestreben der Torianer thematisiert, sich mit der Hilfe von Söldnern aus der Knechtschaft der Drengin zu befreien. Ebenfalls 2016 wurde mit Rise of the Terrans eine Prequel-Kampagne zur Verfügung gestellt, in der der Spieler mit der Zivilisation „Vereinigte Erde“ die Anfänge der menschlichen Weltraumexpansion sowie die Formung der Terranischen Allianz ergründen konnte. Noch im selben Jahr folgte mit der Erweiterung Altarian Prophecy eine weitere Kampagne, in der es dem Spieler zur Aufgabe gemacht wird eine zukunfsprägende Allianz zwischen den Menschen und den Altarianern zu schmieden.
Im Jahr 2017 erschien eine zweite große Erweiterung namens Crusade, die unter anderem die drei neuen spielbaren Zivilisationen Onyx-Schwarm, Slyne und Terranischer Widerstand feilbot. Ein Jahr später folgte mit Intrigue die dritte große Erweiterung und mit Heroes of Star Control: Origins eine Erweiterung mit vier neuen spielbaren Zivilisationen. Die vierte große Erweiterung kam 2019 unter dem Titel Retribution auf den Markt und bietet unter anderem die Möglichkeiten Hypergates zu bauen, die das Reisen im Weltall erheblich beschleunigen, sowie die zwei aus den vorangegangenen Spielen bekannten Zivilisationen der Drath und des Korath Clans zu spielen. Ebenfalls enthalten ist eine Kampagne, in der es gilt, der Prophezeiung der Thalanen auf den Grund zu gehen, die vorhersagt, dass die Menschen durch ihren „Kreuzzug“ gegen die Drengin das Universum zerstören werden. Obendrein wurde 2019 die Erweiterung Villains of Star Control: Origins veröffentlicht, die weitere vier spielbare Zivilisationen beinhaltet.

## Zivilisationen im Galactic-Civilizations-Universum
Folgende Zivilisationen sind in der Galactic-Civilizations-Reihe spielbar:
| Zivilisation                                                                     | Heimatwelt        | Anführer                                                          | Gesinnung                    | Beschreibung | GalCiv Version                                       |
| -------------------------------------------------------------------------------- | ----------------- | ----------------------------------------------------------------- | ---------------------------- | --- | ---------------------------------------------------- |
| Terranische Allianz                                                              | Erde              | Alan Bradley/ Jenna Casey (TA)/ DL Bradley (GC3)                  | neutral                      | Die Terraner sind das jüngste Volk der Galaxie. Sie sind Diplomaten und Händler, haben aber auch ein schlagkräftiges Militär. | 1–3                                                  |
| Drengin Imperium/ Drengin Reich (GC3)                                            | Drengi            | Lord Kona                                                         | dämonisch                    | Die Drengin sind ein älteres Volk der Galaxie. Sie sind böse, grausam und sehr kriegerisch. | 1–3                                                  |
| Altarianische Republik/ Altarianischer Widerstand (DA+TA+GC3)                    | Altaria           | Netro Mancer (DL-Kampagne)/ Elyes Mue (DA+TA)/ Akari Malara (GC3) | heilig                       | Die Altarianer, die aus unbekannten Gründen den Terranern ähneln, sind ein tiefgläubiges, freundliches und manchmal selbstherrliches Volk. Ihre Republik wurde von den Drengin zerstört, woraufhin sich der Altarianische Widerstand formte. | 1–3                                                  |
| Arceanisches Imperium/ Arceanisches Reich (GC3)                                  | Arcea             | Lord Vega/ Lord Verga (GC3)                                       | neutral                      | Die Arceaner sind ein nobles und edles Volk. Sie wurden von den Drengin fast ausgelöscht und von der Terranischen Allianz befreit. Nun ehren sie ihre Krieger, weil sie nie wieder unterdrückt werden wollen. | 1–2, 3 (DLC Mercenaries)                             |
| Torianische Konföderation/ Torianisches Regime (GC3)                             | Toria             | Tlas Kzientha                                                     | heilig                       | Die Torianer sind eine aquatische Spezies. Sie wurden zweimal von den Drengin versklavt und wollen ihre Zivilisation nun wiederaufbauen. Fremden gegenüber sind sie gastfreundlich aber noch misstrauisch. | 1–2, 3 (DLC Mercenaries)                             |
| Yor Kollektiv/ Yor-Singularität (GC3)                                            | Iconia            | N-1                                                               | böse                         | Die Yor sind eine synthetische/künstlich erschaffene Spezies von intelligenten, äußerst loyalen Wesen, die sich neue Bewohner bauen und keine Nahrung sowie Vermehrung im herkömmlichen Sinne benötigen. Sie wurden von den Iconianern als Diener erschaffen. Nachdem die Dread Lords ihnen Leben einhauchten, erhoben sie sich aber gegen ihre Schöpfer und vertrieben diese von ihrem Heimatplaneten. | 1–3                                                  |
| Drath Legion                                                                     | Dratha            | Embryes Draken                                                    | gut                          | Die Drath sind eine reptiloide Spezies. Sie waren ursprünglich die herrschende Spezies auf der heute als Altaria bekannten Welt. | 1 (Add-On Altarian Prophecy), 2, 3 (DLC Retribution) |
| Herrschaftsgebiet von Korx                                                       | Korx              | Kralax of Korx                                                    | dämonisch                    | Die Korx sind begnadete Händler, die die Dienste von Söldnern nutzen, um ihre Interessen durchzusetzen. | 1 (Add-On Altarian Prophecy), 2                      |
| Iconianischer Freistaat/ Iconianisches Refugium (TA)/Iconianische Zuflucht (GC3) | Neu-Iconia        | (Imperator) Iso der Weise                                         | heilig                       | Die Iconianer sind das älteste der jüngeren Völker. Sie kreierten die Yor und wurden später, als diese sich gegen sie erhoben, von ihrem Heimatplaneten vertrieben. | 2–3                                                  |
| Thalanisches Imperium/ Thalanische Kontingenz (GC3)                              | Thala             | Hithesius                                                         | neutral                      | Die Thalanen sind eine insektoide Spezies. Sie behaupten aus einem anderen Universum bzw. aus der Zukunft zu kommen, um die Terraner an ihrem „Kreuzzug“ zu hindern, da sie glauben, dass die Terraner dadurch das Universum zerstören werden. | 2–3                                                  |
| Korath Clan                                                                      | Kora              | Krindar i`Agohl/ Kindar A`Aghohl (GC3)                            | dämonisch                    | Der Korath Clan war ein Elite-Krieger-Clan der Drengin. Da die Drengin-Regierung die unterworfenen Völker aber nur versklaven wollte, anstatt sie alle auszurotten, so wie es die Mitglieder des Elite-Krieger-Clan vorhatten, spaltete sich der Korath Clan von den Drengin ab, infolgedessen ein zweites Drengin-Reich entstand.                                                                      | 2 (Add-On Dark Avatar), 3 (DLC Retribution)          |
| Krynn Konsulat/ Krynn-Syndikat (GC3)                                             | Kryseth           | Ynrhed Eidden                                                     | neutral/ erbarmungslos (GC3) | Das Krynn-Syndikat ist ein Völkerbund mit einer gemeinsamen Religion, deren Verbreitung sie sich verschrieben haben. | 2 (Add-On Dark Avatar), 3                            |
| Iridium Corporation                                                              | Iridia            | Harondin Gaul                                                     | pragmatisch                  | Die Iridium Corporation ist eine stark kapitalistische Zivilisation, die von multiplanetaren Konzernen regiert wird. Ihre Stärken liegen in den Bereichen Wirtschaft und Kultur. | 3                                                    |
| Rache der Snathi                                                                 | Snathi Prime      | Lord Sparky                                                       | erbarmungslos                | Die Rache der Snathi sind eine Sekte der Snathi. Diese sind blutrünstige und intelligente, eichhörnchenartige Wesen, die von den Dread Lords als ultimative Waffe erschaffen wurden. In Galactic Civilizations 2 kamen die Snathi als Nebenrasse vor. | 3 (DLC Revenge of the Snathi)                        |
| Vereinigte Erde                                                                  | Erde              | Gregory Mathews                                                   | pragmatisch                  | Die Vereinigte Erde ist die Vorgänger-Zivilisation der Terranischen Allianz. | 3 (DLC Rise of the Terrans)                          |
| Onyx-Schwarm                                                                     | Onyx Prime        | Slymwr P`tosor                                                    | pragmatisch                  | Die Onyx sind eine siliconide, wurmartige, technologisch fortgeschrittene Spezies vulkanischen Ursprungs. Ihre Gesellschaft beruht auf Intrigen und Verrat, was sie zu excellenten Spionageaktionen befähigt. | 3 (DLC Crusade)                                      |
| Slyne                                                                            | Slyne Omega       | Raz-Spon Erg                                                      | pragmatisch                  | Die Slyne sind eine siliconide, gallertartige Spezies. Ihr angeborenes Verständnis für Technologie verwenden sie dafür ihre Körper mit allerlei kybernetischen Erweiterungen zu verbessern. | 3 (DLC Crusade)                                      |
| Terranischer Widerstand                                                          | Zuflucht          | Jenna Casey                                                       | pragmatisch                  | Der Terranische Widerstand ist der Teil der Menschheit, der nicht auf der Erde, hinter dem vor den Drengin schützenden planetaren Kraftfeld, eingesperrt war. | 3 (DLC Crusade)                                      |
| Freie Trandals                                                                   | Delta Gladius I   | Lord Clurg                                                        | pragmatisch                  | Die Freien Trandals sind die letzten freien Mitglieder eines mächtigen Kriegervolkes, das von einer künstlichen Intelligenz namens „Overmind“ kontrolliert wird. Sie kämpfen hart dafür ihre Freiheit zu bewahren und ihre Brüder irgendwann zu befreien. | 3 (DLC Heroes of Star Control: Origins)              |
| Mowlings                                                                         | Moop              | Primarchin Moofles                                                | gutmütig                     | Die Mowlings sind kleine, unfallanfällige und tiefreligiöse Wesen, die Wieseln oder Frettchen ähneln. Ihre Religion konzentriert sich auf die Verehrung eines enorm mächtigen Aliens namens Jeff. | 3 (DLC Heroes of Star Control: Origins)              |
| Mu`Kay                                                                           | Mu`Kaya           | Echo des Abgrunds Varua                                           | gutmütig                     | Die Mu`Kay sind eine aquatische, intelligente Kopffüßer-Spezies. Sie sind freundlich, gutmütig und etwas herablassend sowie die Gründer der Föderation der alliierten Spezies. | 3 (DLC Heroes of Star Control: Origins)              |
| Tywom                                                                            | Tywomia           | Seine Feuchtigkeit Splum                                          | gutmütig                     | Die Tywom sind ein freundliches Volk von intelligenten Schnecken. | 3 (DLC Heroes of Star Control: Origins)              |
| Die Measured                                                                     | Delta Domos II    | Measured ID: G012770                                              | erbarmungslos                | Die Measured sind eine aquatische, extrem bürokratische Korallen-Spezies. Sie erfreuten sich einst einer blühenden Zivilisation, wurden dann aber von den Scryve genetisch modifiziert, sodass sie sich nun bestens dafür eignen deren imperiale Aufzeichnungen zu hüten. | 3 (DLC Villains of Star Control: Origins)            |
| Phamysht                                                                         | Ela Rise          | Devourer Al                                                       | erbarmungslos                | Die Phamysht sind äußerst höfliche Genießer allartiger Beköstigung, was für andere Spezies durchaus gefährlich werden kann. | 3 (DLC Villains of Star Control: Origins)            |
| Scryve                                                                           | Scryveno Seat     | Scryve Legate Graffid                                             | erbarmungslos                | Die Scryve sind ein Volk von Unsterblichen. Einst prägten Idealismus und Hoffnung ihre Zivilisation, doch bedingt durch schreckliche Ereignisse, wandten sie sich einer brutalen und gewalttätigen Lebensweise zu. | 3 (DLC Villains of Star Control: Origins)            |
| Xraki                                                                            | Alpha Satori A II | Chaos Commander Xelran                                            | erbarmungslos                | Die Xraki sind für die meisten bösartige Monster aus einer anderen Dimension. Wahnsinnig wurden sie jedoch erst durch die Modifikationen der Scryve, die sie einst als Stoßtruppen in ihren Kriegen einsetzten. | 3 (DLC Villains of Star Control: Origins)            |

Anmerkungen:
- DL steht für Galactic Civilizations 2: Dread Lords
- DA steht für die Erweiterung Galactic Civilizations 2: Dark Avatar
- TA steht für die Erweiterung Galactic Civilizations 2: Twilight of the Arnor
- GC3 steht für Galactic Civilizations 3
- In Galactic Civilizations 3 änderten sich die Bezeichnungen für die Gesinnungen. Heilig bzw. gut wurde zu gutmütig, neutral wurde zu pragmatisch und dämonisch bzw. böse wurde zu erbarmungslos.
- In Galactic Civilizations 1 war nur die Terranische Allianz spielbar.